# هواهاين
هواهاين هي جزيرة تقع ضمن جزر المجتمع التابعة لبولنيزيا الفرنسية والتي هي تجمع لما وراء البحار والواقعة في المحيط الهادئ و التابعة رسميا إلى فرنسا.
كما أن الجزيرة تعتبر جزءاً من مجموعة جزر ليوارد.

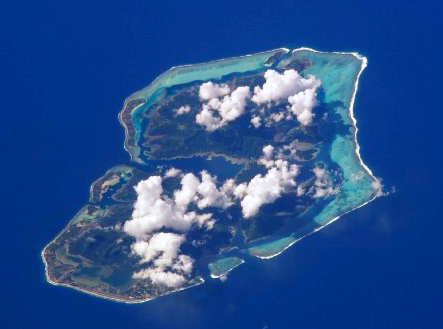
صورة ملتقطة من قبل ناسا لجزيرة هواهاين من الشمال

## جذب السياح
أهم ما يجذب السياح في هذه الجزيرة هو الجسر الذي يمتد بطول المترين تقريبا فوق جدول ممتد من الثعابين المائية.
هذه الثعابين المائية تعتبر مقدسة من قبل السكان المحليين حسب الأساطير المحلية. و أثناء مشاهدة انزلاق هذه المخلوقات يمكن للسياح شراء علبة من سمك الماكريل وإطعام الثعابين. فايهيا أيضاً هي موقع أثري في شمال الجزيرة قد كشفت عنه حفريات تبقت من عدة أنواع من الطيور انقرضت وأبيدت على يد المستعمرين في هذه الجزيرة.

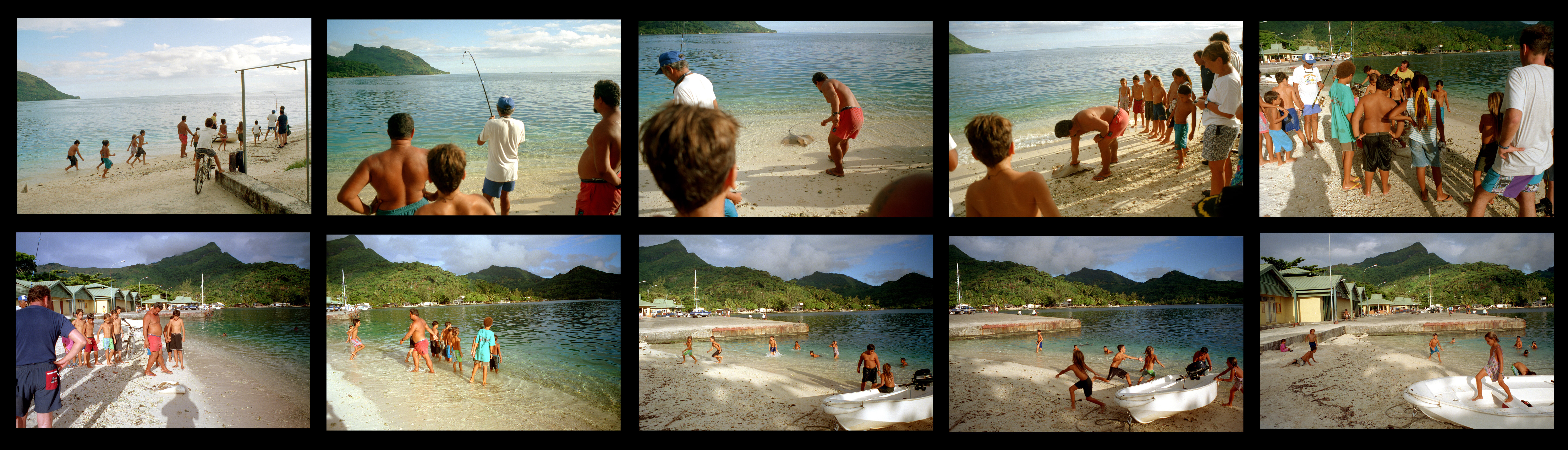
صور من هواهاين

## وصلات خارجية
- [أسماء الجزر بالفرنسية http://www.pacific-image.pf/pages/boutic/dboutic_cdrom_sp132.html]
- الموقع الرسمي لسياحة تاهيتي

‌